# Pumari Chhish
Le Pumari Chhish (en ourdou : پماری چش) est une montagne du Pakistan culminant à 7 492 mètres d'altitude. Il est situé dans l'Hispar Muztagh dans la chaîne du Karakoram, à quatre kilomètres du Khunyang Chhish (7 823 m).

## Ascensions

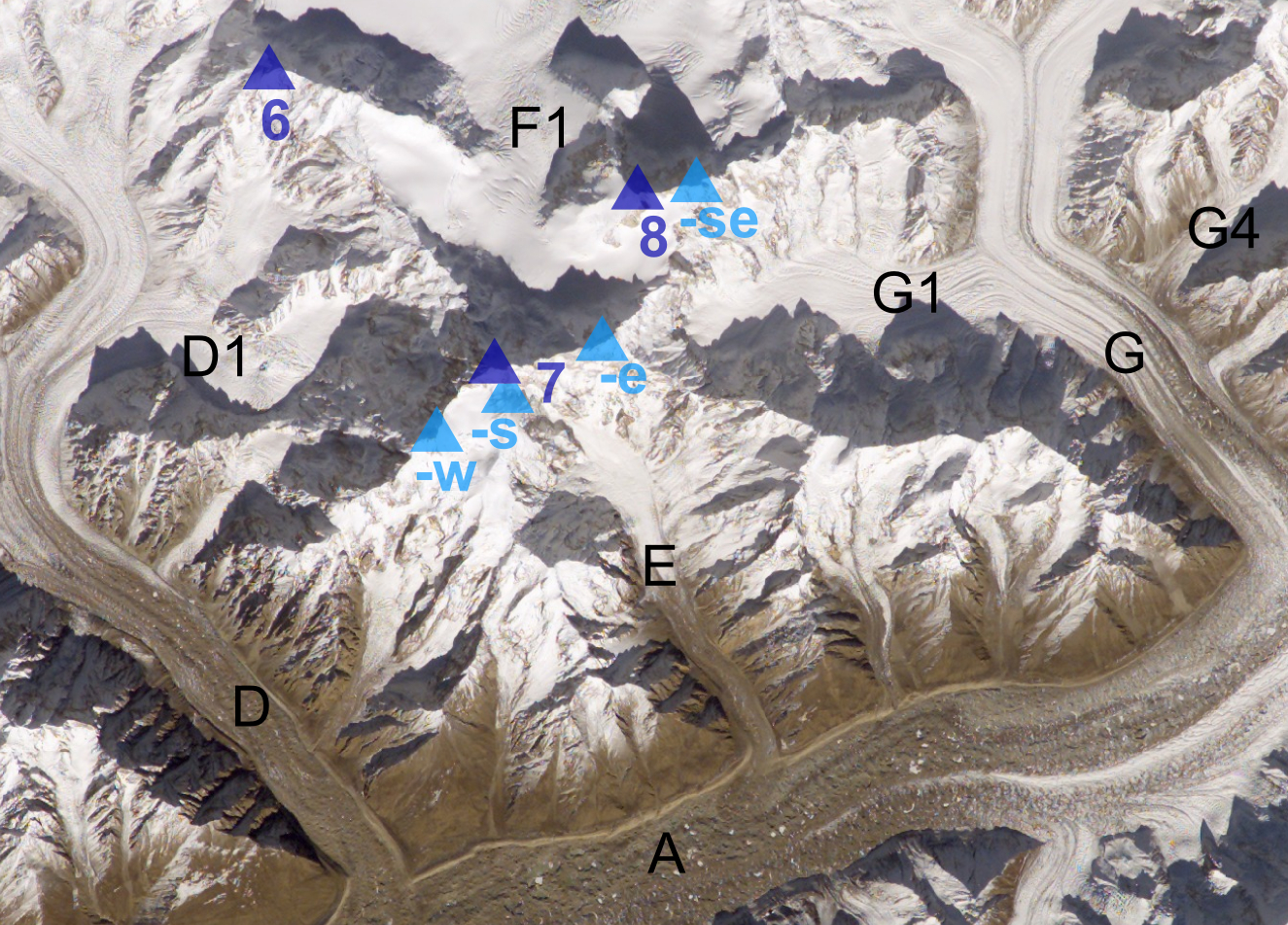
Vue depuis la Station spatiale internationale de l'Hispar Muztagh. En 7, le Khunyang Chhish ; en 8, le Pumari Chhish.

La première ascension du Pumari Chhish est effectuée en 1979 par une expédition japonaise menée par Takao Sasaki, via le glacier Yazghil (F1).
Le sommet sud-est, atteignant 7 297 mètres ou 7 350 mètres selon les sources, n'est gravi pour la première fois qu'en 2007 par Yannick Graziani et Christian Trommsdorff lors d'une ascension en style alpin en 6 jours via la face sud.